# Apseudes tenuimanus
Apseudes tenuimanus is een naaldkreeftjessoort uit de familie van de Apseudidae. De wetenschappelijke naam van de soort is voor het eerst geldig gepubliceerd in 1882 door G.O. Sars.